# Chiesa di San Michele a Cerreto

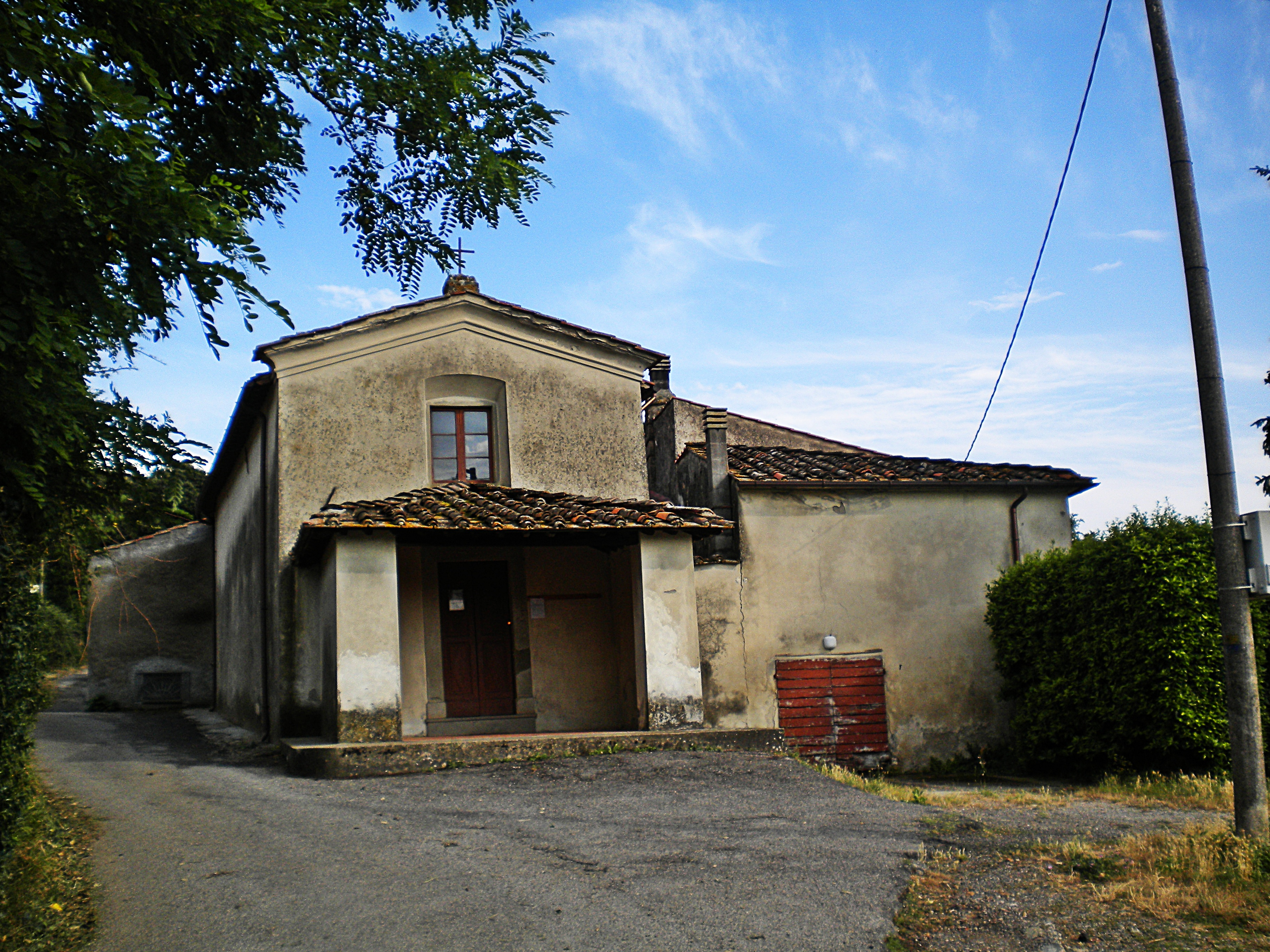
San Michele a Cerreto

La chiesa di San Michele si trova a Cerreto, nel comune di Prato.

## Storia e descrizione
In bellissima posizione, la piccola chiesa di origine medievale  fu più volte rifatta a causa di cedimenti del terreno.
Conserva nel coro un'intensa tela con San Michele (1635 circa) di Giovan Pietro Naldini (forse proveniente dalla Chiesa di san Francesco).